# Ferrocarril Transasiàtic
El Ferrocarril Transasiàtic (conegut internacionalment amb el nom anglès de Trans-Asian Railway i les seves sigles TAR) és un projecte per crear una xarxa integrada de transport de mercaderies per ferrocarril a través d'Europa i Àsia. El TAR és un projecte de la Comissió Econòmica i Social per a l'Àsia i el Pacífic de les Nacions Unides (UNESCAP).
Aquest projecte es va iniciar a la dècada del 1960, amb l'objectiu d'establir un enllaç ferroviari continu, al llarg de 14.000 km, entre Singapur i Istanbul (Turquia), amb possibles connexions posteriors a Europa i Àfrica. En aquella època, el transport marítim i aeri no estava tan desenvolupat com ara, i el projecte prometia reduir significativament el temps i els costos del transport de mercaderies entre Europa i Àsia. El projecte del TAR es va veure entrebancat per diversos obstacles de tipus polític i econòmic fins ben bé el començament de la dècada del 1980. A la dècada del 1990, però, el final de la guerra freda i la normalització de les relacions entre alguns estats van tornar a posar a l'ordre del dia el projecte de creació de la xarxa ferroviària a través del continent asiàtic.
El TAR s'ha vist com una manera de donar sortida als grans increments del comerç internacional entre els estats eurasiàtics i de facilitar el creixent intercanvi de béns entre aquests països. És també una manera d'afavorir les economies i l'accessibilitat d'estats sense sortida al mar com poden ser Laos, l'Afganistan, Mongòlia i les repúbliques de l'Àsia central.
La major part de la xarxa ferroviària ja existeix, tot i que encara n'hi ha trams significatius per fer. Un gran repte en aquest sentit són les diferències d'ample de via (és a dir, la distància entre rails) que hi ha arreu d'Euràsia. Al continent hi ha quatre amples de via principals: una gran part d'Europa, igual que Turquia, l'Iran la Xina i les dues Corees, fan servir el de 1.435 mm, conegut com a ample internacional; Finlàndia, Rússia i les antigues repúbliques soviètiques usen un ample de via de 1.520 mm; la major part dels ferrocarrils de l'Índia, el Pakistan, Bangladesh i Sri Lanka n'usen un de 1.676 mm, mentre que al sud-est d'Àsia utilitzen l'ample de via mètric, en què els rails tenen una separació d'1 metre. Segons ha estat projectat, el TAR no requerirà modificar l'ample de via que fa servir cada un dels estats que travessi, ja que a tal efecte es construiran uns dispositius mecànics per traslladar els contenidors de mercaderies d'un tren a l'altre en els punts on canvïi l'amplària de les vies.
L'any 2001, eren quatre els corredors que es considerava que formaven part del projecte del TAR:
- El Corredor Nord enllaçarà Europa i el Pacífic a través d'Alemanya, Polònia, Belarús, Rússia, el Kazakhstan, Mongòlia, la Xina i Corea, amb canvis d'ample de via a les fronteres entre Polònia i Belarús (de 1.435 mm a 1.520 mm), el Kazakhstan i la Xina (de 1.520 mm a 1.435 mm) i Mongòlia i la Xina (de 1.520 mm a 1.435 mm). El Ferrocarril Transsiberià, de 9.200 km de longitud, cobreix la major part d'aquesta ruta i actualment ja transporta grans quantitats de mercaderies des de l'est d'Àsia fins a Moscou i la resta d'Europa. A causa de problemes polítics amb Corea del Nord, les mercaderies de Corea del Sud a hores d'ara s'han de transportar per via marítima fins al port rus Vladivostok per poder accedir a aquesta ruta.

- El Corredor Sud anirà d'Europa fins al sud-est asiàtic, connectant Turquia, l'Iran, el Pakistan, l'Índia, Bangladesh, Myanmar i Tailàndia, amb enllaços a la província xinesa de Yunnan i, a través de Malàisia, fins a Singapur. Els trams de via que encara s'han de construir es troben a la regió oriental de l'Iran, entre l'Índia i Myanmar, entre Myanmar i Tailàndia, entre Tailàndia i Cambodja, entre Cambodja i el Vietnam i entre Tailàndia i Yunnan. Els canvis d'ample de via es donen, o es donaran, a les fronteres entre l'Iran i el Pakistan (de 1.435 mm a 1.676 mm), l'Índia i Myanmar (de 1.676 mm a 1.000 mm) i Myanmar i la Xina (de 1.000 mm a 1.435 mm).

- Una xarxa del Sud-est d'Àsia

- El Corredor Nord-Sud unirà l'Europa septentrional amb el golf Pèrsic. La ruta principal comença a Hèlsinki (Finlàndia) i continua per Rússia fins a la mar Càspia, on es divideix en tres ramals: una ruta occidental a través de l'Azerbaidjan, Armènia i l'oest de l'Iran; una ruta central que travessa la mar Càspia amb ferri fins a l'Iran, i una ruta oriental a través del Kazakhstan, l'Uzbekistan i el Turkmenistan fins a l'est de l'Iran. Els tres ramals convergeixen a la capital iraniana, Teheran, i continuen fins al port de Bandar Abbas.